# Kápolnásnyék
Kápolnásnyék ist eine ungarische Gemeinde im Kreis Gárdony im Komitat Fejér. Zur Gemeinde gehört der Ortsteil Pettend.

## Geografische Lage
Kápolnásnyék liegt am östlichen Ende des Velencer Sees. Nachbargemeinden sind Velence, Pázmánd und Baracska.

## Geschichte
Die Gegend um Kápolnásnyék war bereits in der späten Bronzezeit besiedelt. Später siedelten hier auch die Kelten, Römer, Langobarden, Awaren und ca. ab 900 nach der Landnahme die Magyaren. Kápolnásnyék wird erstmals in einer Schenkung durch König Béla III. 1193 urkundlich erwähnt. Zur Zeit der Türkenkriege wurde die Ortschaft vollständig entvölkert und erst in den 1720er Jahren wieder besiedelt. Im Jahr 1913 gab es in der damaligen Großgemeinde 264 Häuser und 2120 Einwohner auf einer Fläche von 7260 Katastraljochen. Sie gehörte zu dieser Zeit zum Bezirk Székesfehérvár im Komitat Fejér.

## Sehenswürdigkeiten
- Denkmal des Ersten Weltkriegs, erbaut 1925
- Gedenkhaus des Dichters Mihály Vörösmarty.
- Reformierte Kirche, erbaut 1812
- Römisch-katholische Kirche, erbaut 1935
- Kruzifix, erschaffen 1853
- Schloss Halász, erbaut im Stil des Neobarock in den 1930er Jahren
- Vörösmarty-Statue, erbaut zum 200. Geburtstag des Dichters im Jahr 2000

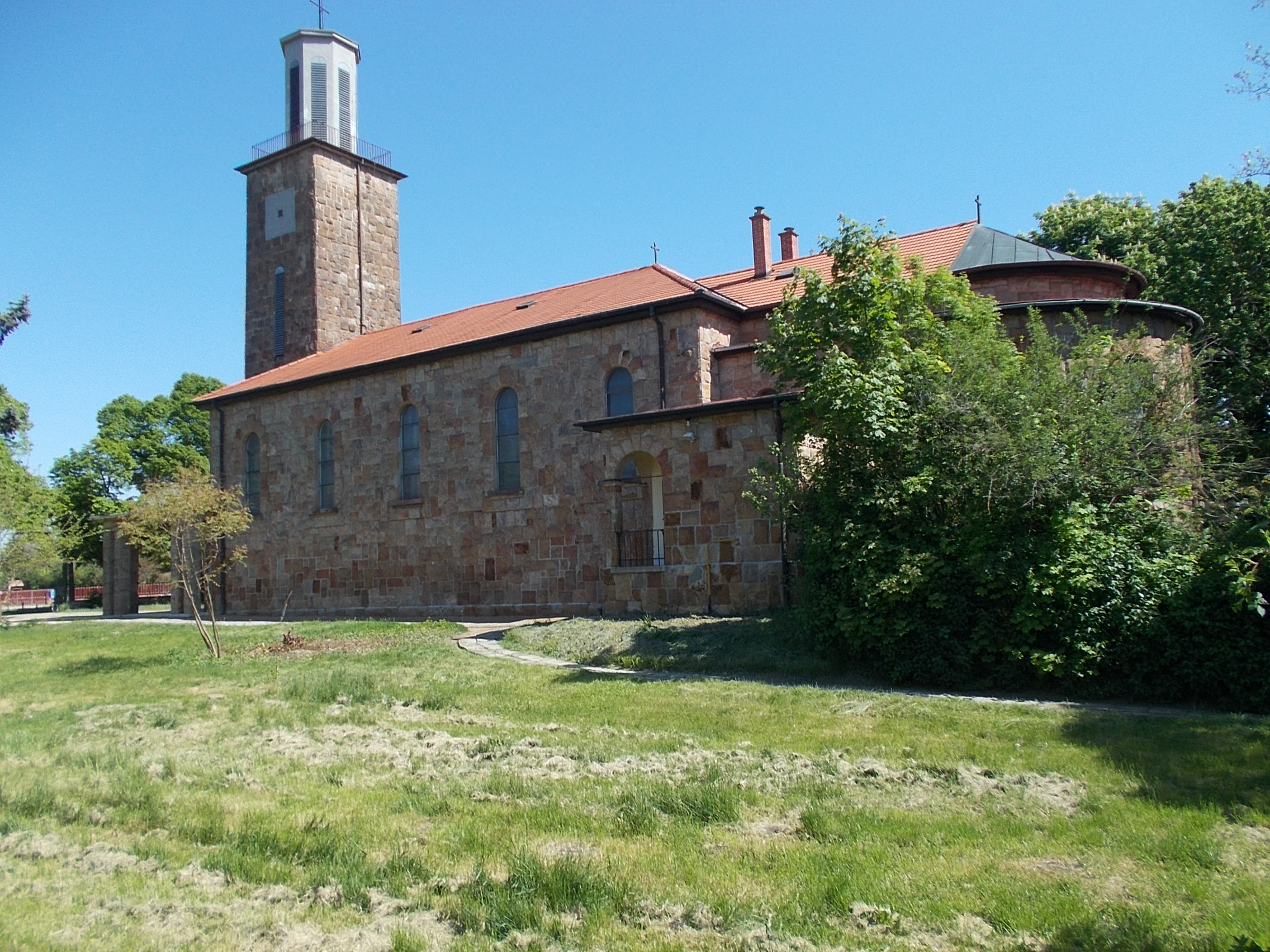
Römisch-katholische Kirche
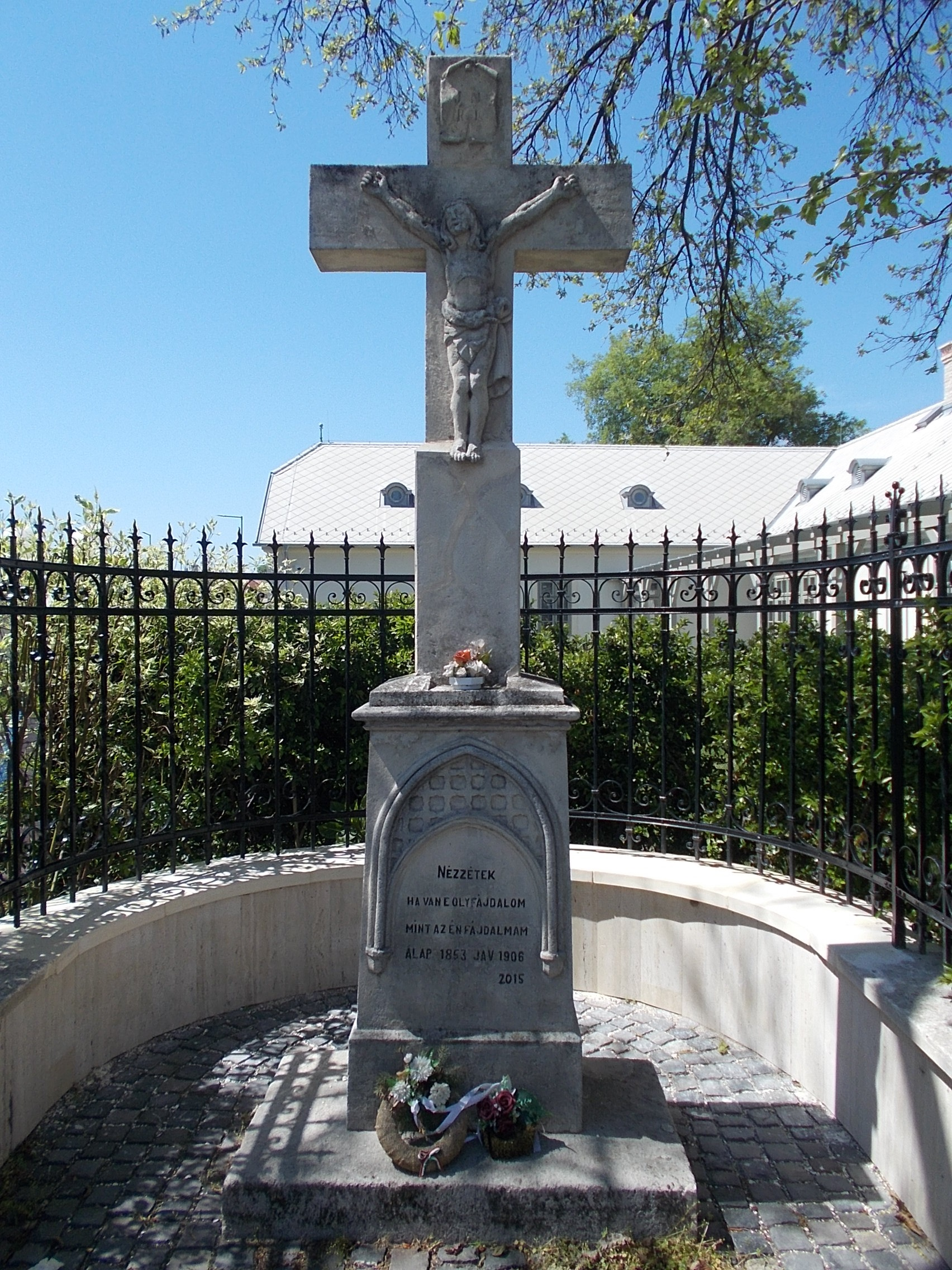
Kruzifix
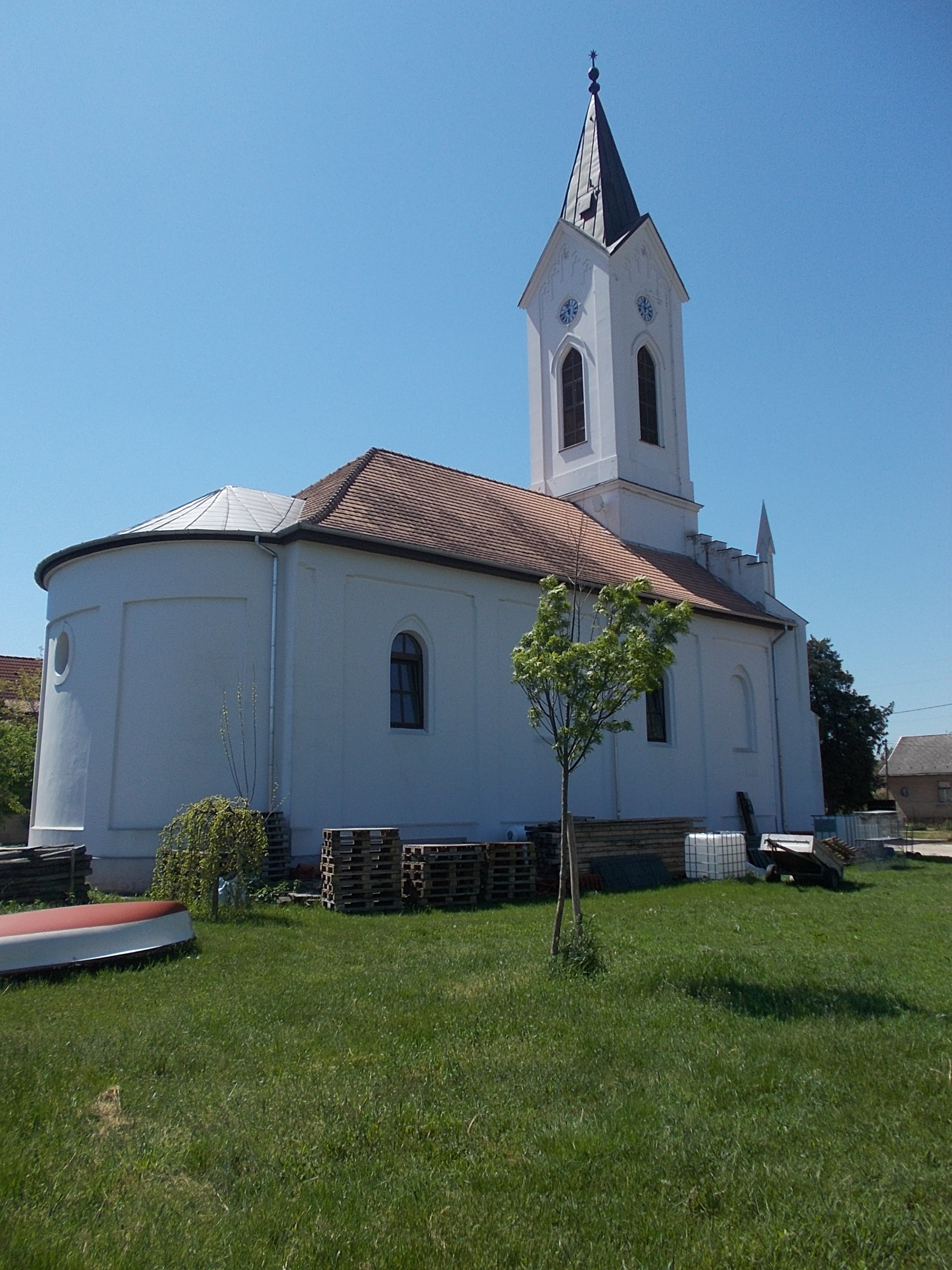
Reformierte Kirche
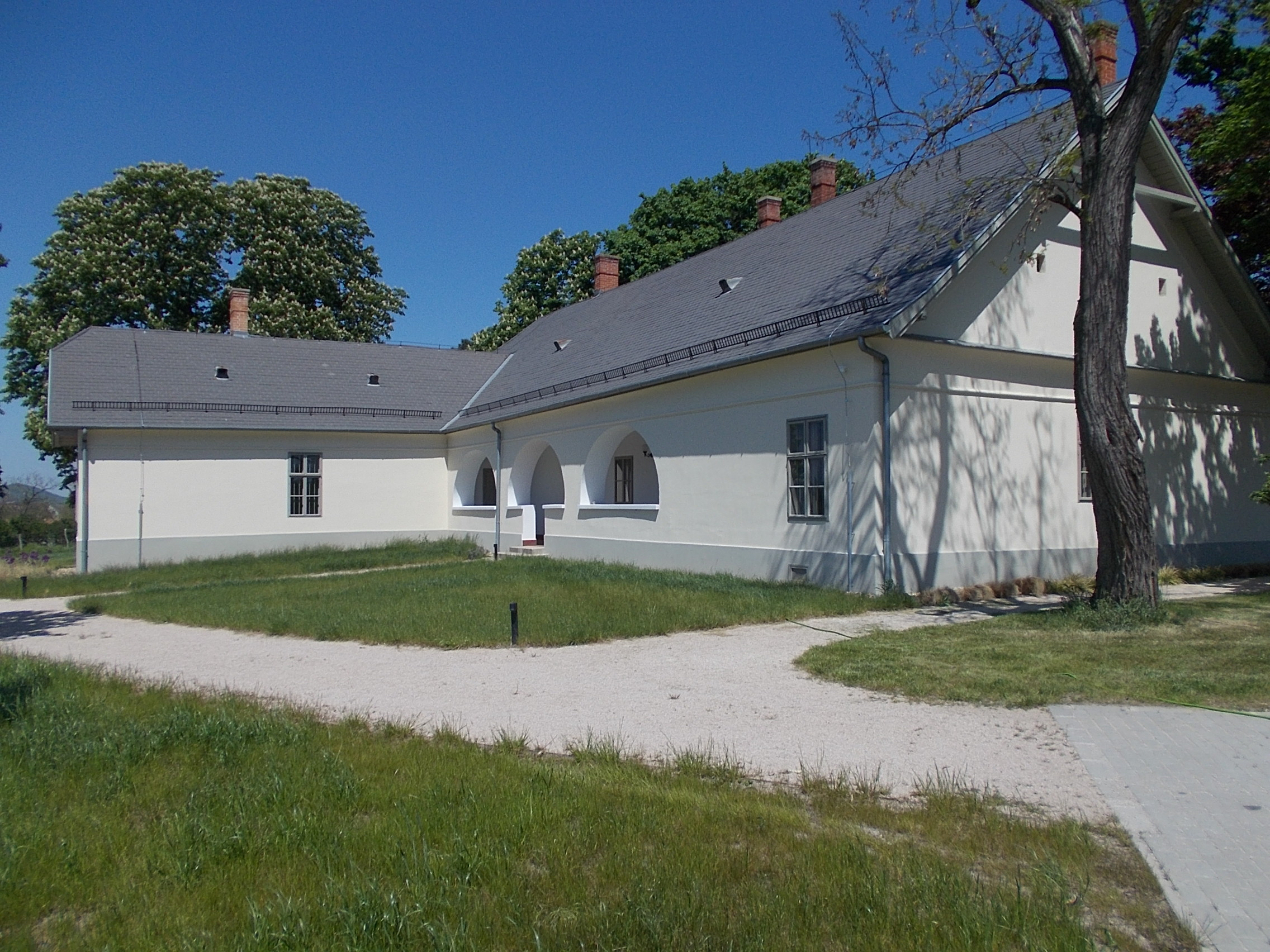
Vörösmarty-Gedenkhaus
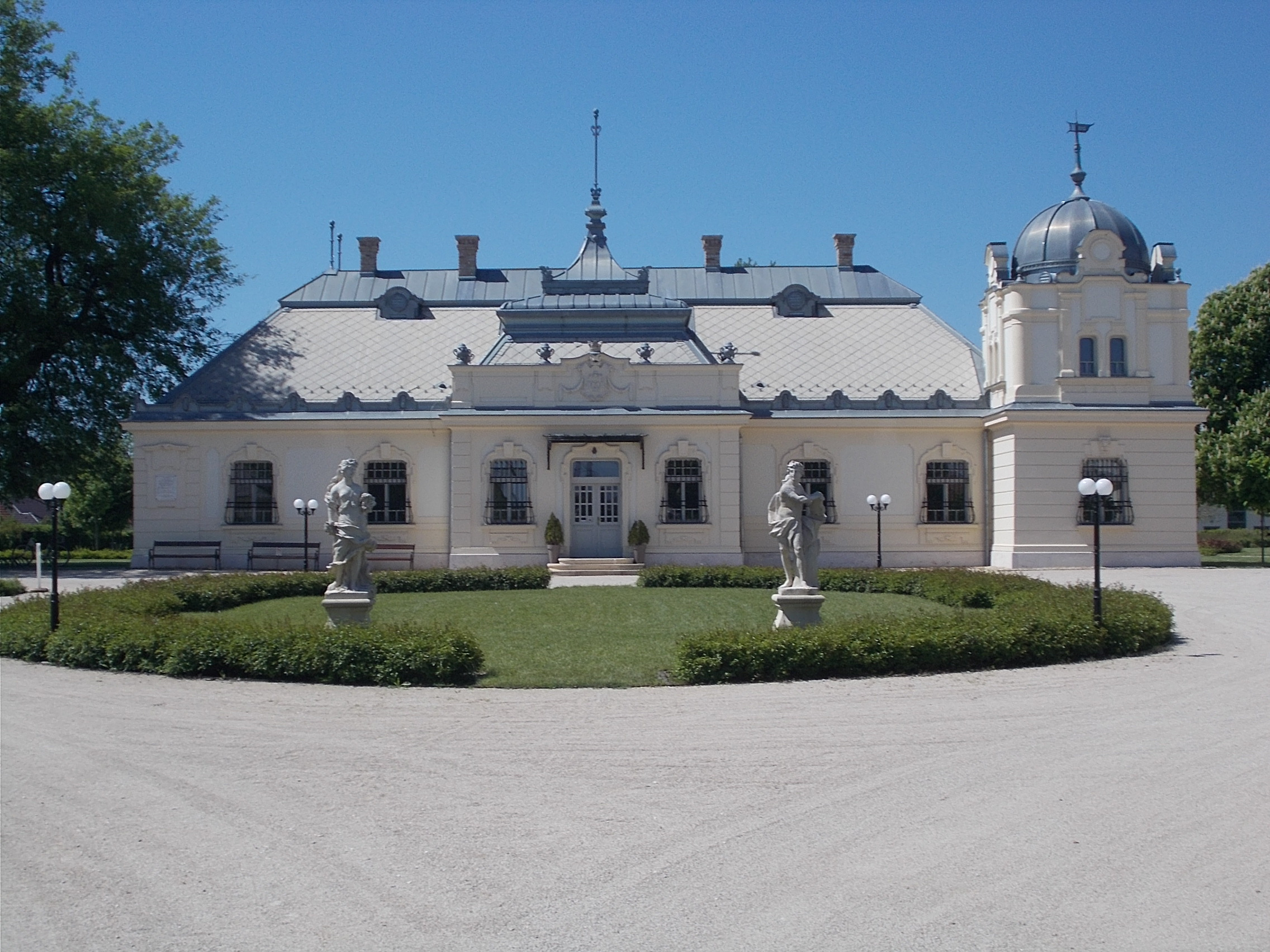
Schloss Halász

## Söhne und Töchter der Stadt
- Mihály Vörösmarty (1800–1855), Dichter, Schriftsteller und Übersetzer
- Ádám Vass (* 1988), Fußballspieler

## Verkehr
Durch Kápolnásnyék verläuft die Hauptstraße Nr. 7, nördlich des Ortes die Autobahn M7. Kápolnásnyék ist durch einen Bahnhof an die Bahnstrecke Budapest–Murakeresztúr angebunden.